# Bulbophyllum rigidifilum
Bulbophyllum rigidifilum là một loài phong lan thuộc chi Bulbophyllum.